# Réseau de cavités à rhinolophes de la région de Vesoul
Le Réseau de cavités à rhinolophes de la région de Vesoul est un réseau de cavités naturelles situé autour de Vesoul, dans la Haute-Saône. Ces cavités abritent des rhinolophes. Le site est classé site Natura 2000 de la Haute-Saône.
Ces cavités, habitats d'espèces sensibles, bénéficient également de mise en protection au travers d'Arrêtés Préfectoraux de Protection de Biotope (ARRETE PREFECTORAL N° 2299 DU 3 octobre 1989 PORTANT PROTECTION DES BIOTOPES ABRITANT DES CHIROPTERES COMPLETE PAR L'ARRETE PREFECTORAL N° 2003 DU 2 AOUT 1990).
Y sont règlementés : "toutes actions ou tous travaux portant atteinte à la tranquillité et à la survie des chauves-souris occupant les sites constitués par les galeries  souterraines  des  mines,  les  puits  et  les  grottes sont interdits ; L'accès  aux  parties  souterraines  des  mines,  aux  puits  et  aux grottes  est  strictement  réservé  aux  archéologues,  titulaires  d'une  autorisation  spécifique  de  prospection  ou  de  fouille  délivrée  par  le  Ministre  de  la Culture, de la Communication, des Grands Travaux et du Bicentenaire, sous-
direction  de  l'archéologie  et  aux  naturalistes  et  scientifiques  munis  d'une autorisation  délivrée  par  le  Secrétaire  d'Etat  auprès  du  Premier  Ministre chargé de l'Environnement et de la Prévention des Risques Technologiques et Naturels Majeurs, direction de la protection de la nature."

## Liste des cavités

### Grotte de la Baume
La Grotte de la Baume se situe au sud de Vesoul, à Échenoz-la-Méline. Elle sert de cavité d'hibernation pour les rhinolophes mais plusieurs dizaines d'individus la fréquentent tout au long de l'année. La grotte accueille également des minioptères de Schreibers. 13 espèces ont été identifiées depuis 1938.

### Grotte des Equevillons
C'est une grotte-mine qui est localisée au sud-ouest de Montcey. Cette grotte accueille 150 grands rhinolophes. Les installations pour favoriser l'accroissement de la population de rhinolophes dans cette cavité ont permis d'y fonder un grand site de cette espèce.

### Grotte de l'Église de Combe l'Épine
La Grotte de l'Église de Combe l'Épine se trouve à proximité de Vesoul, au nord-est de Calmoutier. Elle est à l'emplacement d'un milieu où se trouvent des praires et des massifs forestiers. Elle sert de site d'hibernation à une quarantaine de rhinolophes et à de nombreux minioptères de Schreibers.

### Cavité de Calmoutier
La Cavité de Calmoutier était autrefois une mine de fer. Elle est située au nord de Vesoul. La haute fréquentation de ce lieu est due au grand rhinolophe.

### Mine de Vellefaux
Cette mine est située aux environs de Vellefaux, aux extérieurs de l'Unité urbaine de Vesoul. Son utilisation est essentiellement transitoire et hibernatoire pour différentes espèces.

### Mine de Fleurey
La mine de Fleurey se situe proche de Fleurey-lès-Faverney, à proximité de la Lanterne et de la Saône. Cette cavité est très fréquentée puisque plus de 70 rhinolophes s'y abritent.